# Tinus van Beurden
Martinus Cornelius Maria (Tinus) van Beurden (Tilburg, 30 april 1893 – Oisterwijk, 29 juni 1950) was een Nederlands voetballer die 126 wedstrijden speelde voor Willem II (1910 - 1926), waarin hij 47 keer scoorde. De liefst linksvoor uitkomende speler was dankzij één optreden in het Nederlands voetbalelftal Willem II's eerste international.
Van Beurden maakte met Willem II in het seizoen 1915/1916 het eerste landskampioenschap van de Tilburgse club mee. 